# Phantomsmasher
Phantomsmasher – amerykański zespół metalowy założony w 2000. W 2002 podpisał kontrakt z wytwórnią Ipecac Recordings.

## Skład
- James Plotkin – gitara, gitara basowa
- DJ Speedranch – śpiew
- Dave Witte – perkusja

## Dyskografia
- Atomsmasher (jako Atomsmasher, 2000), Hydra Head Records
- Phantomsmasher (2002), Ipecac Recordings[1]

1. "Bishop Hopping"
2. "Anubis Innertube"
3. "Blackjack With Krakun"
4. "Scrolling Sideways"
5. "Halibut Jones"
6. "Digit Dirt"
7. "Slobtronic"
8. "The Pelvic Thrust"
9. "Zimbabwe"